# ستيفن نكانساه
ستيفن نكانساه (بالألمانية: Steffen Nkansah)‏ هو لاعب كرة قدم ألماني في مركز الدفاع، ولد في 7 أبريل 1996 في مونستر في ألمانيا. لعب مع آينتراخت براونشفايغ.

## وصلات خارجية
- ستيفن نكانساه على موقع قاعدة بيانات كرة القدم.إي يو (الإنجليزية)
- ستيفن نكانساه على موقع عالم كرة القدم.نت (الإنجليزية)